# Afrikanisches Wurfeisen

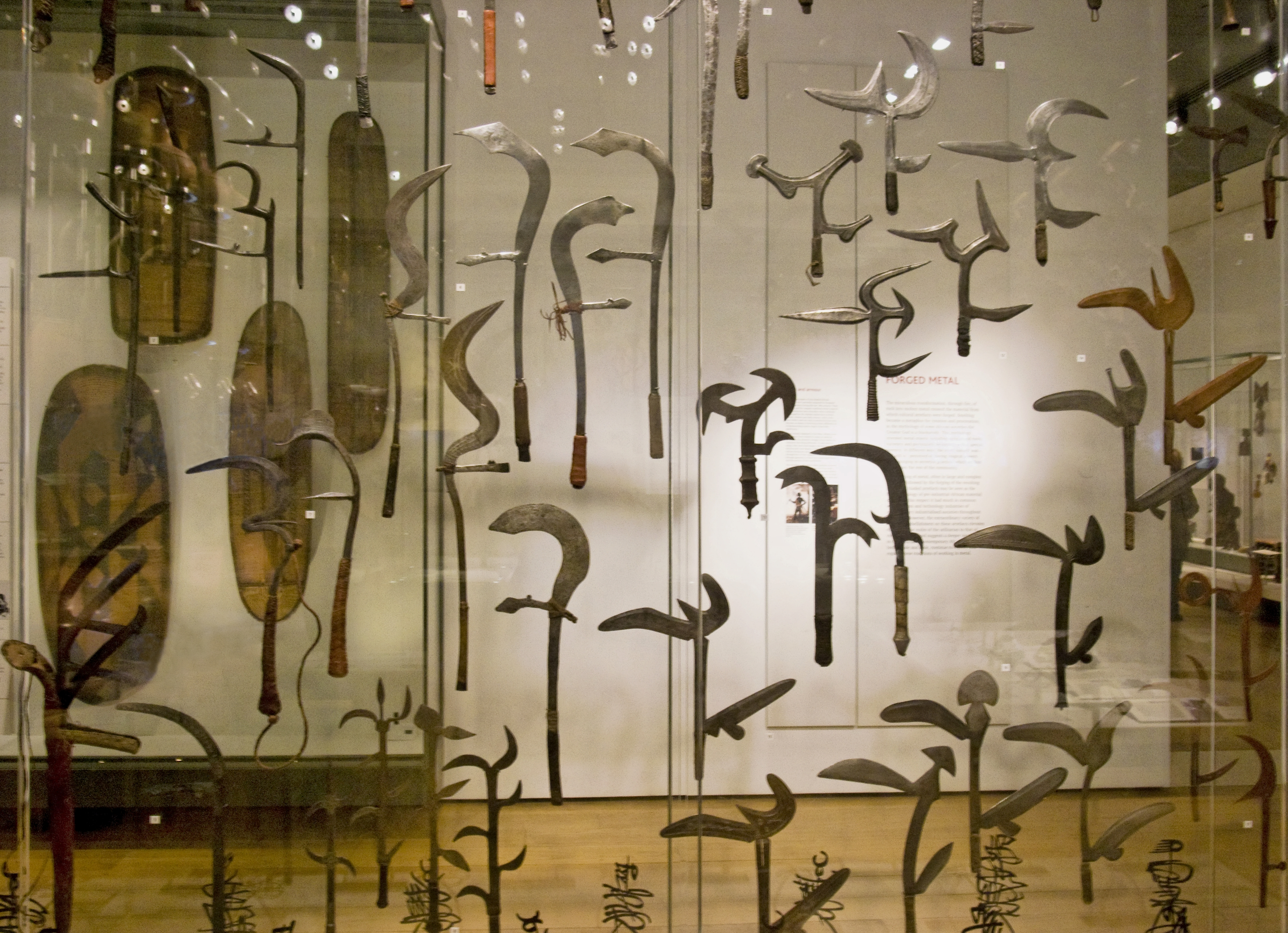
Afrikanische Wurfeisen im British Museum

Das afrikanische Wurfeisen ist eine sichelartige, oft mehrklingige Wurf- oder Hiebwaffe, die in verschiedenen Kulturen Zentralafrikas bis ins 20. Jahrhundert verwendet wurde. Wie der australische Bumerang drehen sich wurftaugliche Wurfeisen im Flug um den Massenmittelpunkt. Vielfach sind Wurfeisen jedoch nicht tatsächlich wurftauglich; sie wurden als Statussymbol, Primitivgeld oder als ritueller Gegenstand verwendet. Das Wurfeisen als mehrklingige Wurfwaffe kommt ausschließlich in Zentralafrika vor.

## Bezeichnungen
Die Wurfeisen Zentralafrikas werden auch als Wurfklinge und Wurfmesser bezeichnet. In frühen Publikationen werden auch die Begriffe Schangermanger oder Tomahawk, eigentlich eine Axt der Indianer Nordamerikas, verwendet. Bekannte regionale Bezeichnungen für bestimmte Wurfeisen sind Hunga Munga, Shongo und Kipinga, die manchmal auch als Oberbegriff verwendet werden.

## Geschichte

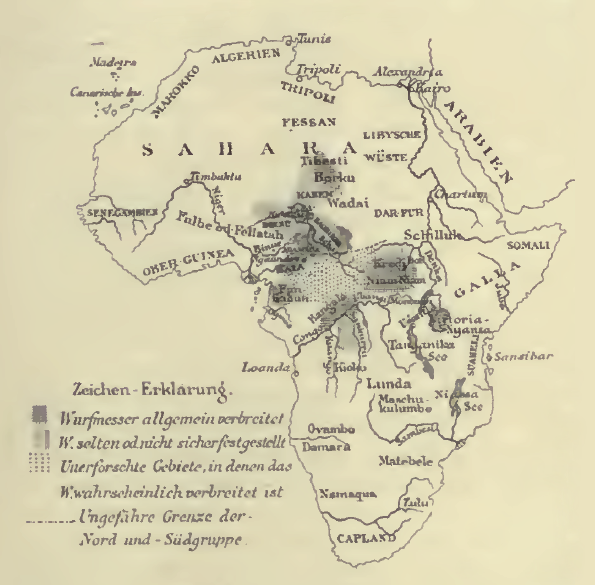
Verbreitungsgebiete nach Heinrich Schurtz

Als möglicher Ursprung des Wurfeisens wird oft eine Weiterentwicklung des Wurfholzes diskutiert. Das ist jedoch umstritten, da zum Teil Wurfhölzer parallel zu Wurfeisen verwendet wurden, wie z. B. bei den Ingessana am Blauen Nil an der Ostgrenze des Sudan. Auch der geografische Ursprung ist umstritten; einige Theorien nennen Gebiete südlich des Tschadsees in der Provinz Chari-Baguirmi oder zwischen den Zuflüssen Mpoko und Mbari des Ubangi. Eine weitere Theorie geht von einer Entwicklung der einfacher wirkenden nördlichen F-Formen zu den komplexer wirkenden südlichen Formen aus. Technisch gesehen ist aber die Herstellung der nördlichen Typen nicht einfacher als die der südlichen.
Metallurgie wird in Zentralafrika seit über 2000 Jahren praktiziert, es ist also möglich, dass bereits damals Wurfeisen benutzt wurden; da bis jetzt keine Exemplare aus dieser Zeit gefunden wurden, ist dies jedoch nur eine Spekulation. Dass bisher keine archäologischen Funde gemacht werden konnten, ist auch auf die Böden Zentralafrikas zurückzuführen, die Eisen schlecht konservieren. Die ältesten erhaltenen Exemplare stammen Schätzungen zufolge vom Ende des 18. Jahrhunderts. Der amerikanische Historiker Christopher Ehret vermutet, dass die ersten Wurfeisen in der zweiten Hälfte des 1. Jahrtausends n. Chr. hergestellt wurden und sich in der ersten Hälfte des 2. Jahrtausends verbreiteten. Eine der wenigen Überlieferungen aus der vorkolonialen Zeit stammt von der Kuba-Föderation. Der Legende nach vereinigte König Shyaam Ambul Angoong die Kuba im 17. Jahrhundert nach einem langen Krieg und verbot daraufhin das Wurfeisen shongo.
Im Zuge des Imperialismus fand zwischen den europäischen Staaten ab etwa 1870 ein Wettlauf um Afrika statt, der erst mit dem Ausbruch des Ersten Weltkriegs sein Ende fand. Der Kolonialismus veränderte und zerstörte die zentralafrikanische Kultur, was auch die Wurfeisen einschloss.
Mit dem Interesse der Europäer an afrikanischer Kunst wurden auch die auf sie bizarr wirkenden Wurfeisen zu Forschungsobjekten und begehrten Sammelstücken oder Museumsexponaten. Den Afrikanern blieb das Interesse der Europäer nicht verborgen, so fertigten sie schon zu Beginn des 20. Jahrhunderts Wurfeisen auch für den kommerziellen Export. Darunter waren phantasievolle Auftragsarbeiten, die mit den traditionellen Wurfeisen nicht viel zu tun hatten. Auf der anderen Seite konnten einige kunstvolle Formen erst mit modernen, importierten europäischen Werkzeugen auch für den Eigengebrauch hergestellt werden. Ebenfalls zu Beginn des 20. Jahrhunderts wurde europäisches Alteisen verfügbar, welches die traditionelle Eisenverhüttung verdrängte. Nach dem Ersten Weltkrieg kam fertiges Eisenblech hinzu, das nur noch zugeschnitten werden musste. Manche jüngere Exemplare wurden aus diesen billigen Materialien hergestellt. Die letzten traditionell hergestellten Wurfeisen werden auf die Mitte des 20. Jahrhunderts datiert. Während die schmucklosen Modelle mit Waffenfunktion dem Verfall preisgegeben wurden, hatten Modelle mit rituellen und kulturellen Funktionen eine weitaus größere Chance auf ein Überleben.

## Forschungsgeschichte

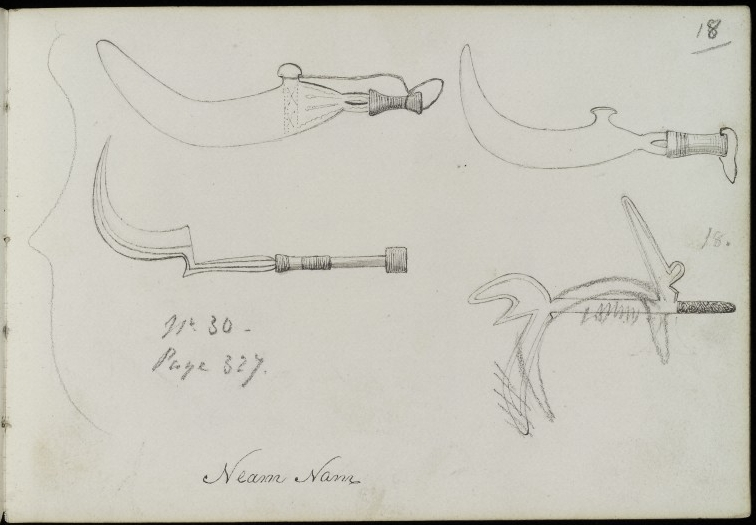
Aufzeichnung vom Afrikaforscher John Petherick (etwa 1862 bis 1870)

Die frühesten der modernen Forschung bekannten Berichte über die Existenz von Wurfeisen verfassten europäische Afrikareisende, etwa der Waliser John Petherick (1861), der französische Anthropologe Paul Belloni Du Chaillu (1861) sowie der italienische Botaniker Carlo Piaggia (1865). Im letzten Viertel des 19. Jahrhunderts gelangten die ersten Exemplare nach Europa. Heinrich Schurtz verfasste 1889 die erste umfangreichere wissenschaftliche Untersuchung über die Wurfeisen, wobei er sich besonders mit den Entwicklungsstadien des Wurfholzes bis zu den mehrklingigen Formen beschäftigte. 1925 folgte von Ernest Seymour Thomas eine umfangreiche Klassifikation der verschiedenen Formen. Peter Westerdijk führte 1988 in seiner Dissertation die Arbeit seines Vaters fort und definierte Stilprovinzen als Ordnungssystem.

## Beschreibung
Ein afrikanisches Wurfeisen besitzt an einem Stiel mehrere Klingen (im unteren Bereich z. B. als Dorn mit und ohne Ohr, im oberen Bereich als Flügel, Lippe und/oder Krone), die ungefähr im rechten Winkel zum Stiel angeordnet sind. Der Stiel endet als Griff. Das Gesamtgewicht beträgt 300 bis 500 Gramm. Alle Teile der Waffe (Stiel, Klingen, Griff) sind flach. Die größeren nördlichen F-Typen können an manchen Stellen über 5 Millimeter dick sein, aber in den meisten Fällen sind diese bis zu 4 Millimeter dick. Die südlichen, „geflügelten“ Typen sind dünner und gewöhnlich 2 bis 3 Millimeter stark. Die Rückseite ist flach, während die Vorderseite, die Schauseite, in der Regel profiliert ist. Der Querschnitt ist demnach dreieckig, trapezförmig oder einwärts gewölbt. Das Material der Waffe ist Eisen bzw. Stahl, es gibt aber seltene Exemplare, welche komplett aus Kupfer oder Messing gefertigt wurden.
Zum Werfen gebaute Wurfeisen haben entweder einen blanken Griff (nördliche Typen) oder ihr Griff ist mit leichten, elastischen und trotzdem robusten Materialien z. B. Tierhaut, Pflanzenfasern oder Metalldraht umwickelt. Nicht flugfähige Typen weisen oft einen Holzgriff auf.
Es gibt viele verschiedene Formen der Wurfeisen. So konstatierte Ernest Seymour Thomas 18 Formen, während Marc Leopold Felix fünf Grundformen von den lateinischen Buchstaben (F, Z, E, Y, I) ableitete. Das Vorgehen, Buchstaben zu verwenden, wird als zu vereinfachend kritisiert, da nicht alle Formen erfasst werden.

## Funktion

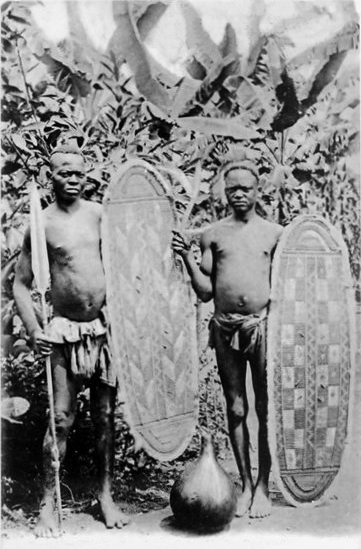
Budza-Krieger mit Schilden, Speer und Wurfeisen (1907)

So wie über die Entstehungs- und Verbreitungsgeschichte der Wurfeisen gibt es auch über die Funktion verschiedene Theorien. Früher wurde angenommen, dass sich die Wurfeisen vom Norden in den Süden ausbreiteten, dabei komplexere Formen annahmen und allmählich ihre funktionellen Eigenschaften als Wurfwaffe verloren und stattdessen mehr und mehr zu einem Ritualsymbol wurden. Zumindest die allmähliche Veränderung der Funktion gilt mittlerweile als widerlegt, da es sowohl Wurfeisen für rein kulturelle Zwecke im Norden wie auch belegte Wurfwaffen im Süden gibt.
Insgesamt ist die Bedeutung des Wurfeisens in vielen Kulturen nur teilweise verstanden worden.

### Waffe
In der Funktion als Waffe wurde das Wurfeisen im Kampf und in geringerem Ausmaß in der Jagd verwendet. Archäologisch lässt sich eine funktionelle Benutzung als Waffe allerdings schlecht belegen; nur selten lassen sich Abnutzungserscheinungen finden, die auf das Werfen oder ähnliche Vorgänge Rückschlüsse ziehen lassen. Laut Christopher Spring ist der Einsatz als Wurfwaffe nur bei den Sara als ngalio (nördlicher Typ) und bei den Azande als kipinga (südlicher Typ) eindeutig belegt.
Da verlässliche Augenzeugenberichte über die Wurftechnik fehlen, ist man auf Flugversuche bzw. mündliche Überlieferungen angewiesen. Die Wurfeisen des F-Typs können bis zu 50 m, die des geflügelten Typs bis zu 60 m geworfen werden. Jedoch beträgt die effektive Entfernung, bei der eine Kampfunfähigkeit des Gegners erzielt werden kann, zwischen 20 m (F-Typ) und 30 m (geflügelter Typ).
Für das Werfen gab es verschiedene Techniken:
- Der Werfer wirft horizontal etwa in Hüfthöhe, vergleichbar mit der Wurftechnik beim Steinehüpfen.
- Der Werfer wirft horizontal in Schulterhöhe, vergleichbar mit dem Speerwurf. Die großen F-förmigen Wurfeisen können so erfolgreich geworfen werden.
- Der Werfer wirft horizontal in Kniehöhe in einer flachen Bahn, vergleichbar mit dem Bowlerwurf. Bei hartem Boden kann der Wurfwinkel noch flacher gewählt werden, sodass das Wurfeisen wie bei einem Rikoschettschuss mehrere Male vom Boden abprallt. Diese Wurftechnik ist geeignet, Beine des Gegners zu treffen.

Kein afrikanisches Volk verwendete das Wurfeisen als Hauptwaffe; in der Regel war dies der Speer. Verglichen mit Speer und Pfeil ist zwar die mögliche Auftrefffläche deutlich größer, was man allerdings von der Gesamteffektivität nicht behaupten kann. Die effektive Reichweite gegen ungeschützte Gegner ist bei allen drei Waffen ähnlich, jedoch waren die Gegner selten ungeschützt. Geflochtene Schilde waren vorherrschend und diese widerstanden dem Wurfeisen, wohingegen ein Wurfspeer sie durchaus durchdringen konnte. Andererseits konnte das Wurfeisen bei günstigem Treffer auf den Schild um diesen herumdrehen und so den Gegner dahinter treffen. Vielfach wurden die Wurfeisen gleichzeitig von mehreren Kriegern als „Salve“ geworfen, um den Gegnern ein Ausweichen zu erschweren. Wenn möglich, trug ein Krieger mehrere Wurfmesser bei sich. So gab es verschiedene Trageweisen, z. B. im Innengriff des Schildes aufgehängt (bei den Zande), als Bündel um die Taille geschnallt oder im Köcher über der Schulter hängend (bei den Sara).
Die Wurfeisen waren zudem eine wirksame Nahkampfwaffe. Die Sporne konnten als Parierelemente dienen und erlaubten auch ein Verklemmen der gegnerischen Waffe, um ihm diese zu entreißen. Manche Exemplare, z. B. der Gbaya, waren gar nicht dafür ausgelegt, geworfen zu werden.
Im Vergleich waren Pfeil und Speer bei ähnlicher Effektivität deutlich einfacher und mit weniger seltenen Materialien herzustellen. Wegen ihres hohen Wertes wurde die Waffe auch achtsam eingesetzt. Dieser scheinbare Widerspruch wird mit der psychologischen Wirkung erklärt, vor allem in Eroberungskriegen, wenn die Waffe dem Gegner unbekannt war. So sieht Schurtz vielfach den Zweck einer „Drohwaffe“, welche nur selten tatsächlich benutzt wird. Dies hängt wohl mit der traditionellen afrikanischen Kriegsführung zusammen. Außer den selteneren Eroberungskriegen kam es öfters zu örtlich begrenzten Scharmützeln zwischen benachbarten Siedlungen. Dabei ging es nicht primär darum, den Gegner zu vernichten. Der Kampf war entschieden, wenn eine Partei die Flucht ergriff. Beispielsweise umzingelten die Zande ihre Gegner nicht vollständig, sondern ließen eine Lücke, durch die der besiegte Gegner flüchten konnte.

### Sonstige Funktionen
Außer der Waffenfunktion werden dem Wurfeisen verschiedene Funktionen zugeschrieben; viele Exemplare sind nie als Waffe konzipiert worden. Einfache und schmucklose Wurfeisen konnten auch als Gebrauchsgegenstand bzw. Werkzeug z. B. zum Schlachten von Tieren, zum Schneiden oder zum Holzhacken verwendet werden. Reich verzierte Exemplare waren kostbar, sodass sie kaum als Waffe eingesetzt wurden. Grundsätzlich waren aber selbst einfache Modelle wertvoll, schon weil Eisen ein seltener und teurer Rohstoff war.

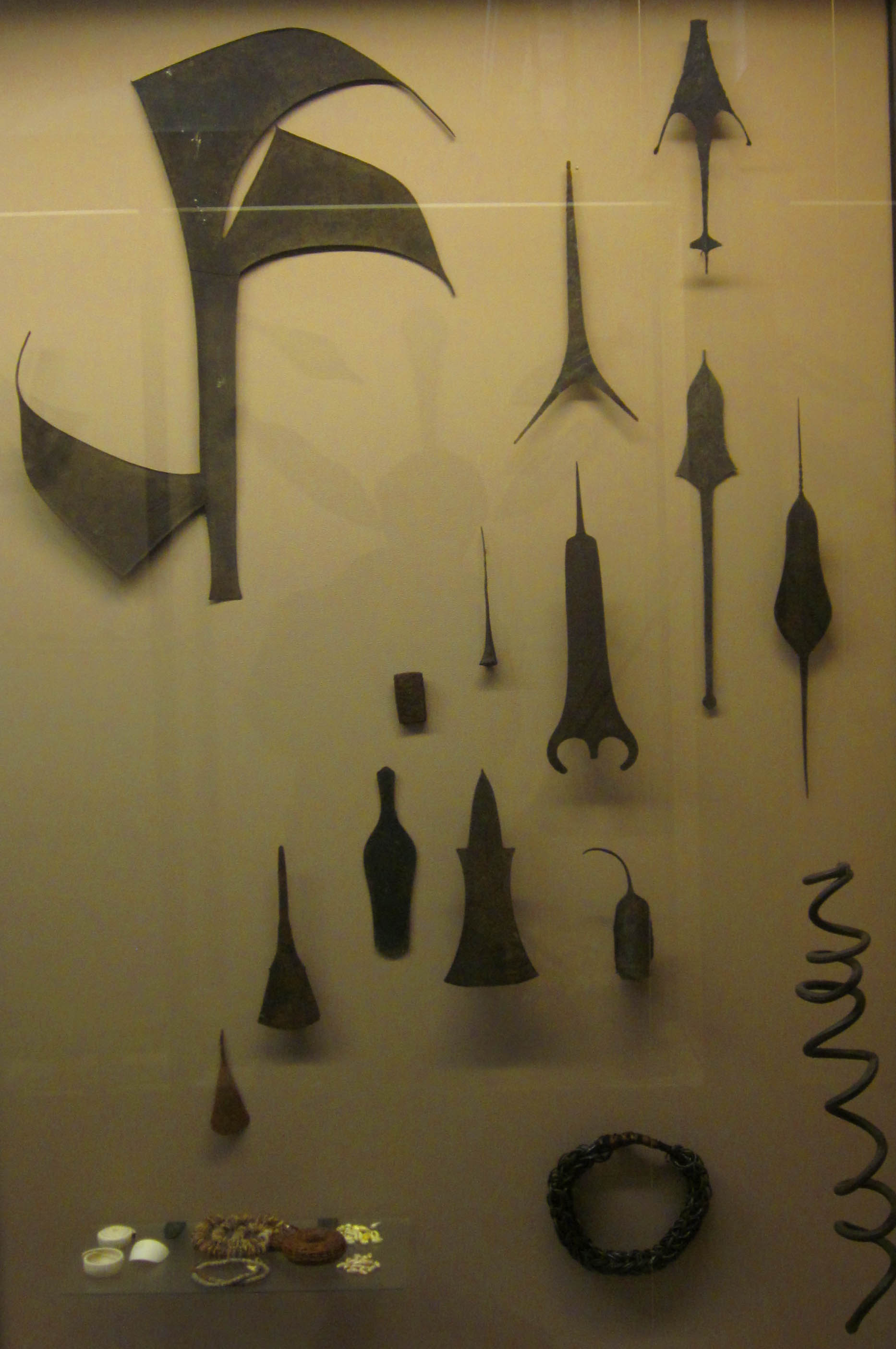
Auswahl afrikanischer Primitivgeldformen. Woshele oben links

Da Eisen selten war, wurde es als Tauschwährung verwendet. Allgemein folgt die lokale Ausprägung als Primitivgeld oft der Form der örtlichen Gebrauchsgegenstände (z. B. chinesisches Messergeld). So ist es auch im Fall Wurfeisen: Es wurden gewöhnliche wie auch speziell für den Zweck hergestellte Wurfeisen getauscht. Diese Varianten weisen Veränderungen auf, z. B. Vergrößerungen bzw. Verkleinerungen von Elementen oder Verzicht auf die Glanz verleihende Politur. Diese Veränderungen hatten wahrscheinlich den Zweck, die Tauschobjekte als solche leicht erkennbar zu machen. Das wohl bekannteste Primitivgeld auf Basis der Wurfeisen ist das Woshele aus der Demokratischen Republik Kongo.
Vielfach dienten sie als Statussymbole für Macht, Reichtum, gesellschaftliche Stellung oder Männlichkeit. In manchen Gesellschaften gelten die Wurfeisen immer noch als Bestandteil der traditionellen männlichen Tracht. Eine weitere Rolle spielen die Wurfeisen als Utensil bei traditionellen Tänzen. Männer zeigen in Kampftänzen ihre Fertigkeiten für Krieg und Jagd. In manchen Kulturen stellt das Wurfeisen einen Blitz beim Regentanz dar. Aus dem westlichen Darfur ist bekannt, dass Wurfeisen bei Beschneidungszeremonien von den Frauen getragen werden. Die Baganda nutzten die Wurfeisen in Initiationen von Jungen in die Stammesgesellschaft.
Eine Verehrung bestimmter Formen als heilige Ritualobjekte ist ebenfalls bekannt. Als Abwehrzauber wurden sie zum Schutze der Feldfrüchte in Äcker gesteckt. Es konnte auf ein Wurfeisen geschworen werden, einen Lügner sollte der Blitz treffen.
Zudem wurden einige Wurfeisen als Stammessymbol benutzt. Sie eignen sich gut dazu, da sie eine große Formenvielfalt ermöglichen und lokale Schmiede eine besondere Form wählen konnten, welche dann vielfach kopiert wurde.

## Herstellung
Um die gewünschte Form zu erreichen, wurden zwei verschiedene Herstellungsverfahren verwendet. Beim Feuerschweißen wurden zusätzliche Klingen an den Hauptkörper geschweißt. Das ist ein schwieriges Verfahren und wurde hauptsächlich verwendet, um den mittleren Dorn bei den F-Typen anzubringen. Bei den südlichen Typen wurde die Form eher aus dem mehrfach erhitzten Rohling Stück für Stück herausgeschmiedet. Die meisten erhaltenen Exemplare erhielten zusätzliche Weiterbehandlung wie Schleifen und Verzierung. Linien und Muster wurden punziert, es wurden Ein- bzw. Ausschnitte vorgenommen oder die Oberfläche wurde brüniert (geschwärzt). Die Schwärzung erfolgte durch Abbrennen eines Gemisches aus Öl und Holzkohle auf der Eisenoberfläche.

## Formen und ihre Verteilung
Dank wissenschaftlichen Forschungen können die Wurfeisen nach ihrer Form dem ungefähren Ursprungsgebiet zugeordnet werden. Eine genaue Zuordnung zu einem Stamm ist schwierig, da die Waffen Einzelanfertigungen sind und sich daher oft nur leicht unterscheiden und die Übergänge der Stile fließend sind. Erschwert wird eine geografische Zuordnung, weil manche Stämme mehrere Stile parallel verwendeten und weil durch Handel oder Kriegsbeute die Wurfeisen nicht nur vom Hersteller verwendet wurden. So sind manche Wurfeisen, besonders die der Nordgruppe, nicht in von den Völkern selbst, sondern von spezialisierten Kasten bzw. Stämmen, beispielsweise den Haddad, hergestellt worden.
Die gröbste Unterteilung ist die in Nord- und Südgruppe. Die Grenze ist etwa 9° nördliche Breite.
- Die Nordgruppe ist gestreckter und weist weniger Klingen auf; Vorkommen im Sudan, Nigeria und im Tschad.[48] Die Form und Verarbeitung wirkt einfacher als bei der Südgruppe.[6] Durch die Form und den Schwerpunkt kann das Wurfeisen auf der Schulter getragen werden.[47]
- Die Südgruppe ist kleiner, weist mehrere und flächigere Klingen auf; Vorkommen in einem breiten Gürtel von Kamerun bis zum Weißen Nil.[48] Die Form und Verarbeitung wirkt komplexer als bei der Nordgruppe.[6]

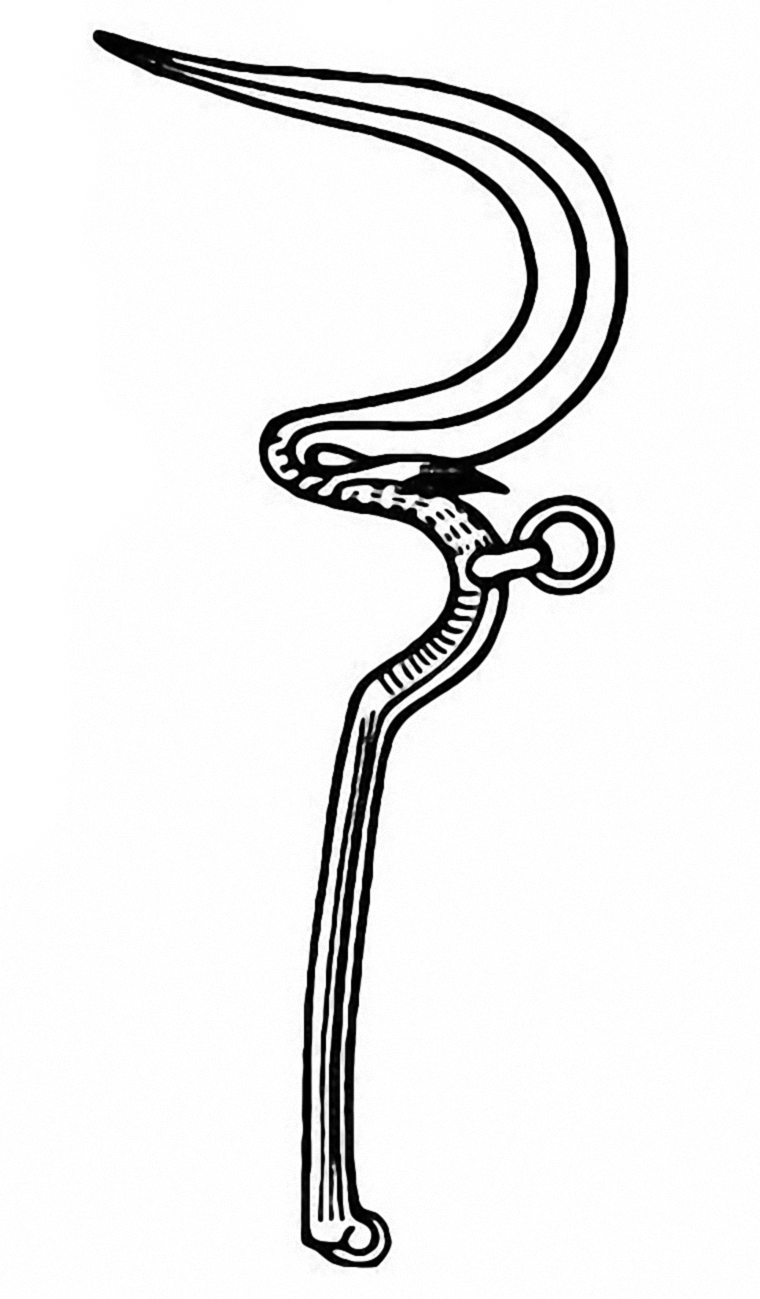
Beispiel Nordgruppe
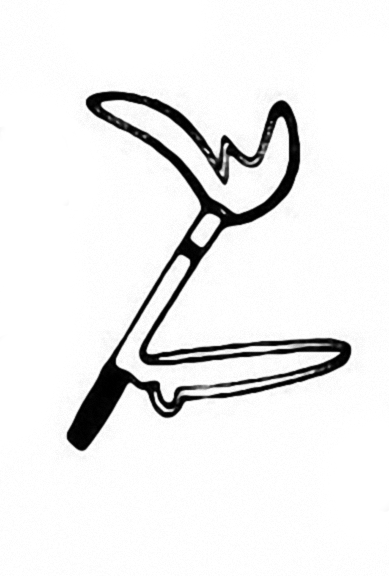
Beispiel Südgruppe

Stilgrenzen sind selten eindeutig; Gebiete mit Überschneidungen, in denen mehrere Stile gefunden wurden, sind die Regel. Auch gibt es immer wieder Mischformen, die keinem Stil eindeutig zugeordnet werden können.

### Nördlicher bzw. F-Typ

#### Südöstlich vom Tschadsee: Südöstliche und nördliche Sara

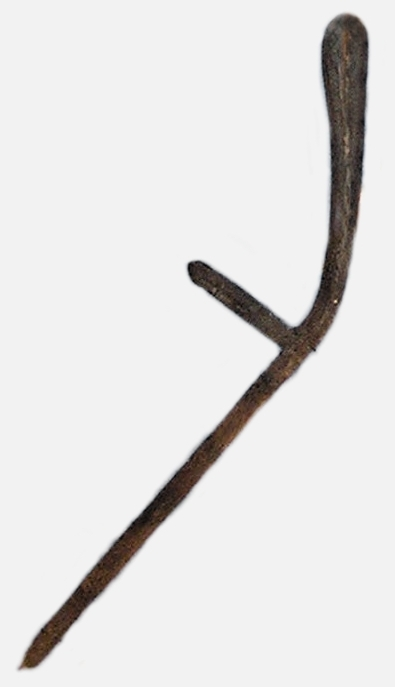
A
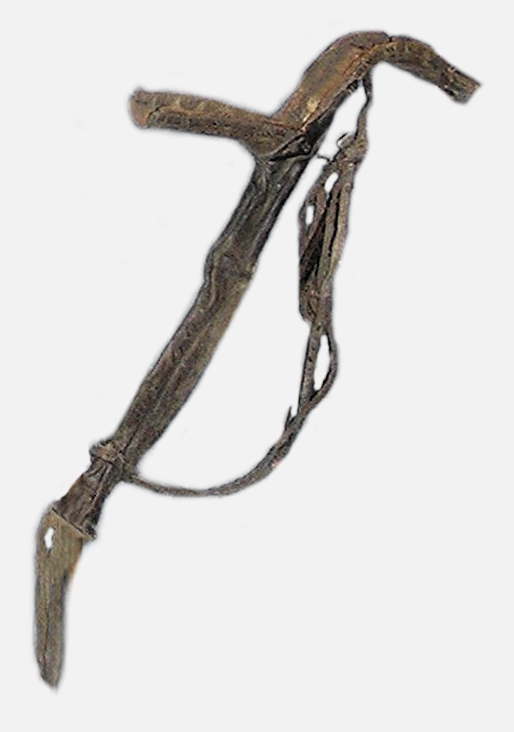
B
C
D

Das Gebiet wird im Nordwesten vom Tschadsee und im Westen vom Logone begrenzt. Es umfasst hauptsächlich den Süden des Tschad, aber auch benachbarte Länder.
Die Wurfeisen werden den südöstlichen und nördlichen Sara, darunter Niellim, Tumak und Madjingay, die östlich des Flusses Logone leben, sowie den Manga, Musgum, die südlich des Zusammenflusses von Schari und Logone leben, zugeschrieben. Charakteristisch ist eine robuste Form, die obere Klinge ist gebogen und mit einer Schneide versehen. Mehrere Wurfeisen können in einer Art Köcher (Abbildung B) getragen werden; diese Behälter finden sich nur in diesem Gebiet. Die Wurfeisen werden in dem Gebiet ngalio genannt. Es gibt Hinweise auf eine militärische Verwendung im Bornu-Reiche und im Sultanat Baguirmi.

#### Westlich des Logone-Flusses: südwestliche Sara

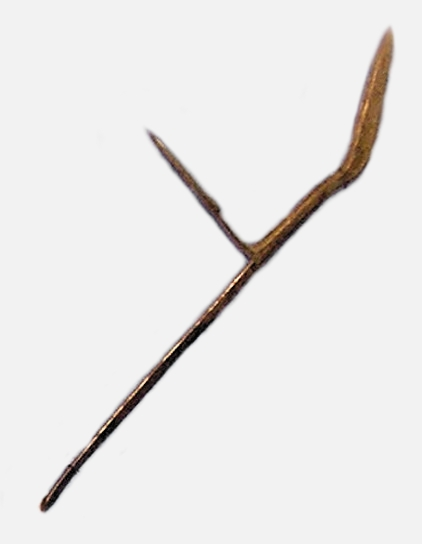
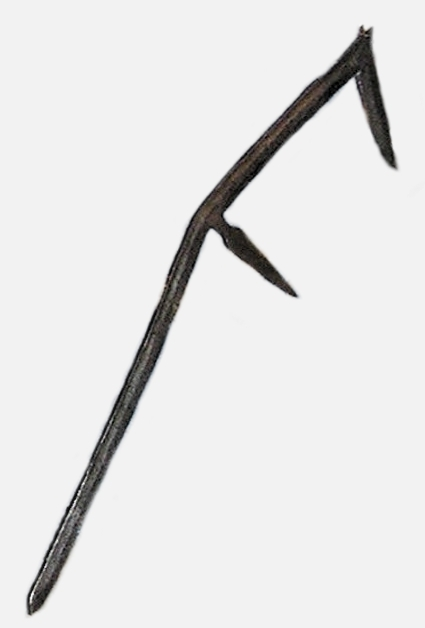

Das Gebiet wird vom Logone-Fluss im Osten begrenzt. Es umfasst hauptsächlich den Südwesten des Tschads und den Norden Kameruns.
Die Wurfeisen werden den südwestlichen Sara, darunter Laka, Ngambaye und Daye, zugeschrieben. Charakteristisch sind kantige und dornenartige Wurfeisen, welche leicht und fragil wirken. Auf Griffe bzw. Griffumwicklungen wird verzichtet. Es ist unwahrscheinlich, dass diese Wurfeisen für praktische Zwecke (Waffe bzw. als Werkzeug) verwendet wurden. Bei den Daye werden einige Wurfeisen als Reliquien verehrt.

#### Südwestlich vom Tschadsee: Kirdi

A
B
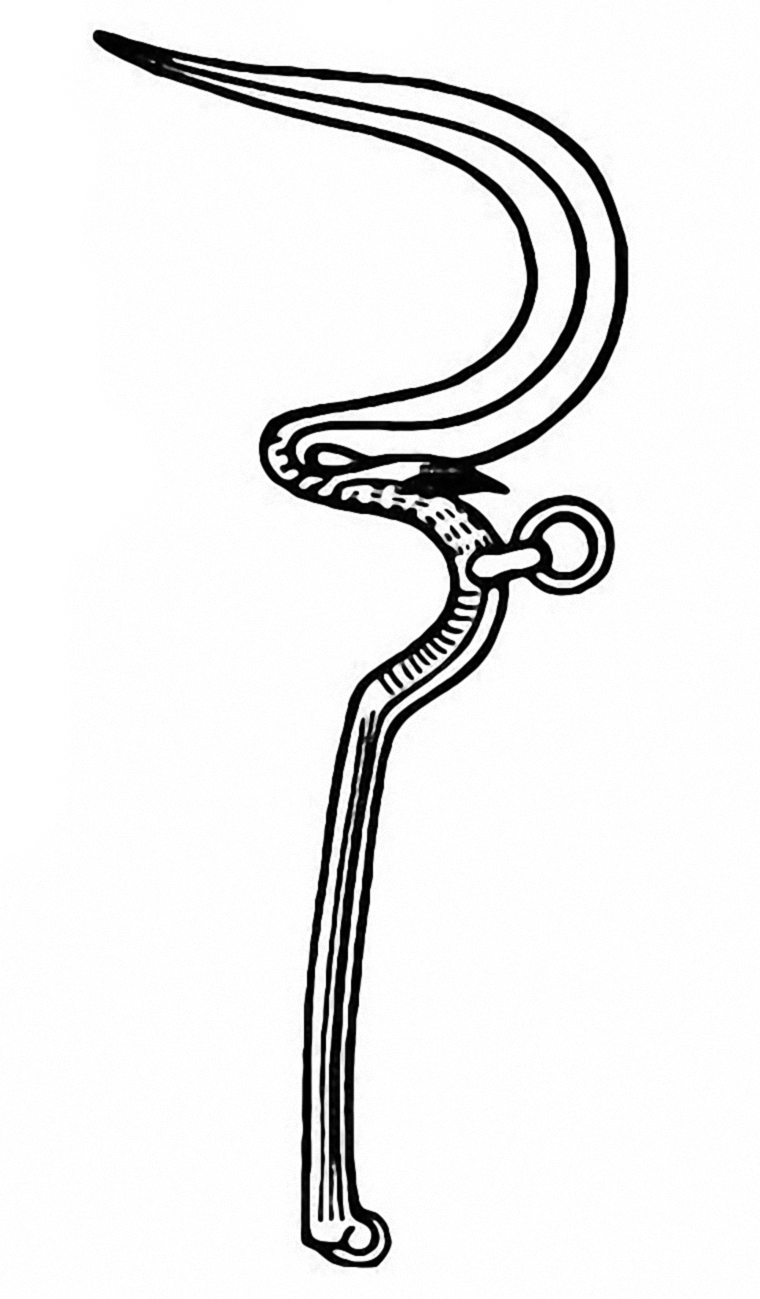
C

Das Gebiet wird im Nordosten vom Tschadsee und im Osten vom Logone begrenzt. Es umfasst hauptsächlich den Osten von Nigeria und den äußersten Norden von Kamerun.
Die Wurfeisen dieses Gebiets werden hauptsächlich den Kirdi-Ethnien, darunter Margi, Mafa (als mberembere oder sengese) und Fali, zugeschrieben. Die F-Form ist in dem Gebiet vorherrschend, aber die Form wird kunstvoller, wie man bei den Exemplaren der Margi erkennen kann. Das Sengese (Abbildung C) der Mafa aus dem Mandara-Gebirge ist noch weiter von der F-Form entfernt. Die obere Hälfte ist gewunden und ähnelt der Ziffer 3. In der Mitte der ersten Biegung ist ein kurzer, spitzer Dorn angebracht. Oft sind Befestigungsösen angebracht an die Trageketten bzw. Schnüre befestigt werden können.

#### Tschad

Das Gebiet wird im Norden durch das Tibesti begrenzt und umfasst ungefähr das Staatsgebiet des Tschad. Besonders verbreitet waren diese Formen in den Regionen Wadai und Ennedi (dort bei den Zaghawa) und im Tibesti-Gebirge (dort bei den Teda). Charakteristisch ist der abgeneigte mittlere Dorn; bei anderen Wurfeisen der Nordgruppe ist dieser meistens im rechten Winkel angebracht. Der Form nach könnte ein Vogel repräsentiert werden, was aber nicht bewiesen ist.

#### Darfur: Masalit und Fur

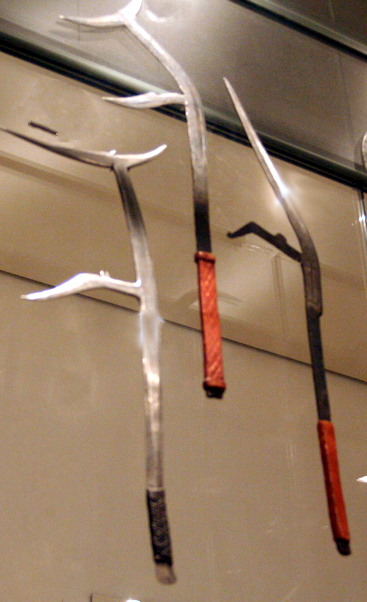

Das Gebiet umfasst die gesamte Region Darfur.
Der Stil der Wurfeisen der Masalit und Fur aus Darfur ist eng verbunden mit dem Stil aus Wadai und Ennedi im Osten des Tschad. Die Wurfeisen aus Darfur sind leichter und feiner detailliert. Die Fur-Sprache benennt das Masalit-Wurfeisen Zungan dowi (für Hahnenschwanz) und die Fur-Wurfeisen sambal

#### Ostsudan: Ingessana, Nuba und Nuer

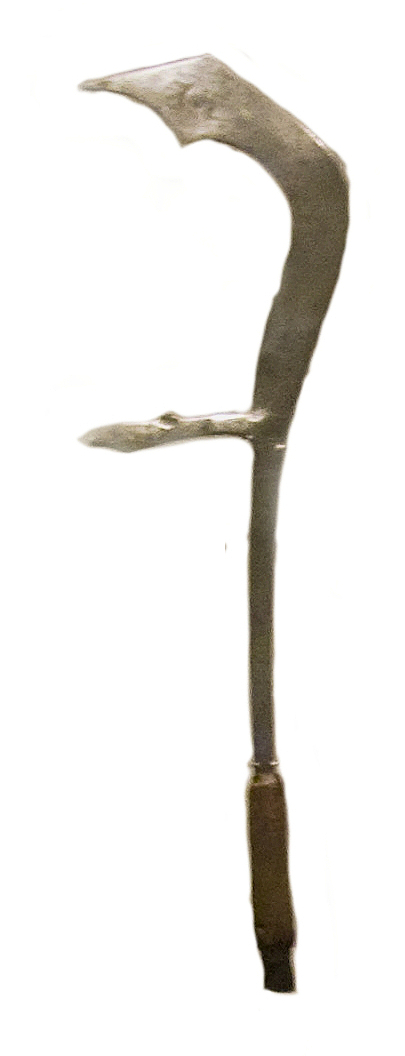
A
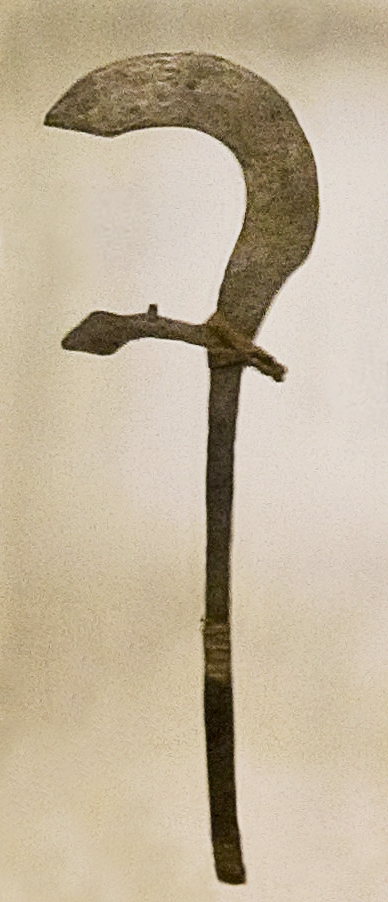
B
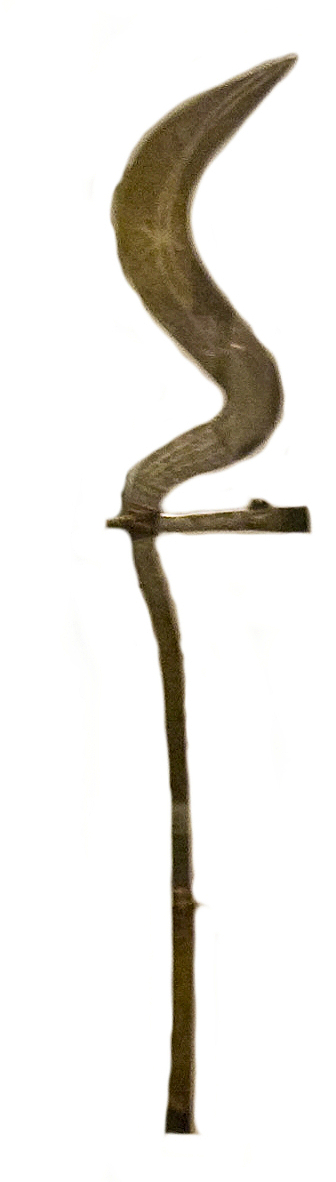
C
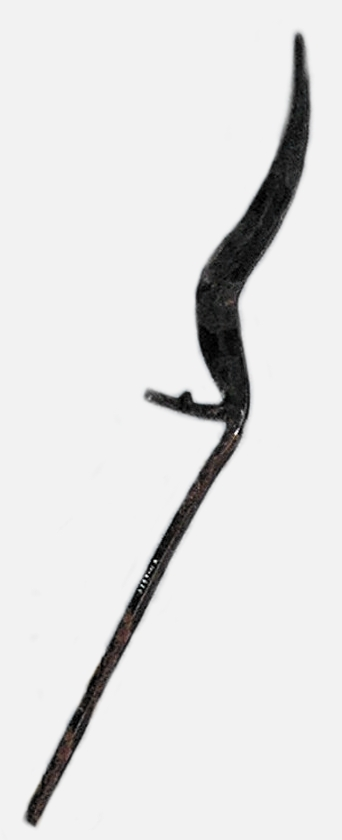
D
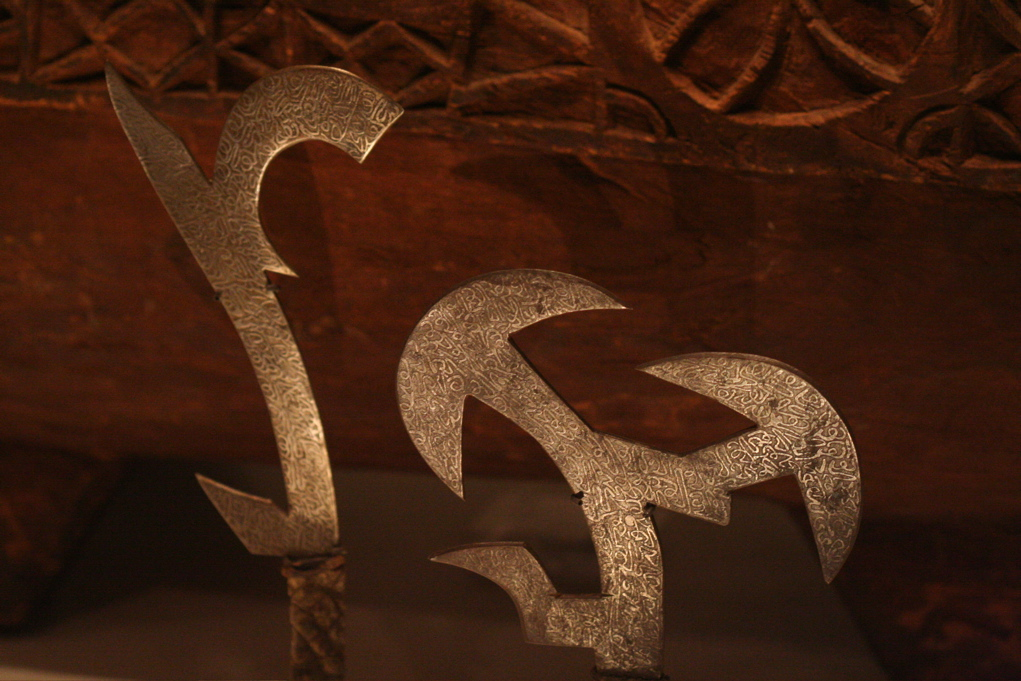
E
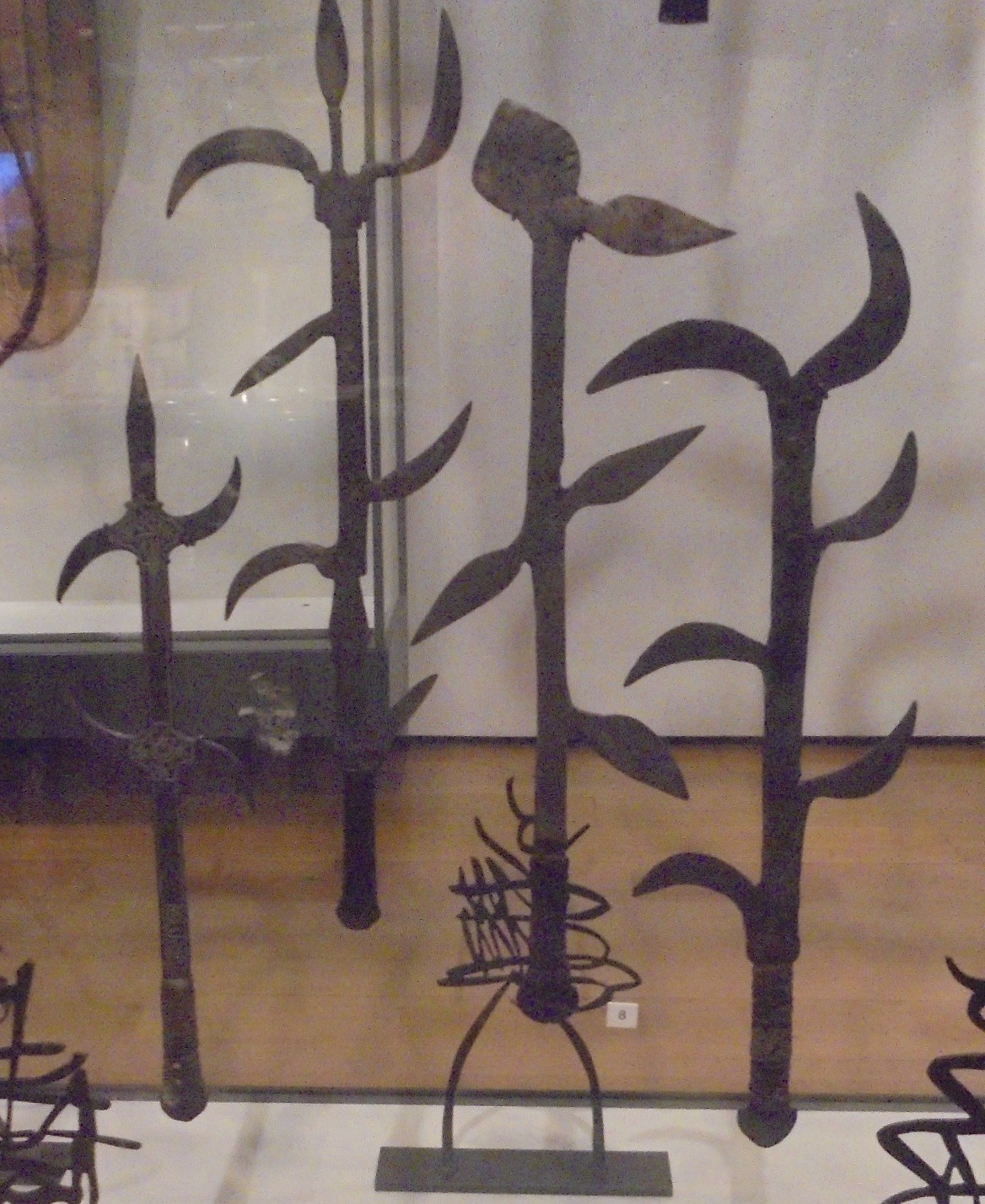
F

Das Gebiet schließt im Westen Kordofan ein und umfasst hauptsächlich den Südosten des Sudan.
Die Wurfeisen werden den Ingessana aus dem Südosten des Sudans, den Nuba aus Kordofan und Nuer aus dem Südsudan zugeschrieben (Abbildungen A–D). Charakteristisch ist, dass die Formen dieser Wurfeisen an Formen aus dem Tierreich angelehnt sind. Bei den Ingessana wird die Schlangenform sai und die Skorpionform muder genannt. Die Wurfeisen werden in diesem Gebiet als ein Bestandteil der traditionellen Tracht getragen.
Der Sudan ist auch der Ursprung von stumpfen Kopien südlicher Wurfeisen (Abbildung E–F), welche im späten 19. Jahrhundert über einen kurzen Zeitraum, aber in großer Zahl gefertigt wurden. Die Exemplare sind aus Blech gestanzt und sind mit geätzten arabischen Koranzitaten kalligrafisch verziert. Die Vermischung der islamischen und der traditionellen kulturellen Aspekte ist bemerkenswert, da den Muslimen das Wurfeisen eigentlich als primitiv und heidnisch galt. Diese Imitate wurden als Gastgeschenke sudanesischer Sklavenhändler an örtliche Stammesführer in Zentralafrika verteilt, wurden aber auch bei den Mahdisten, welche Sklaven aus Zentralafrika in ihren Reihen hatten, gefunden. Dort wurden sie wahrscheinlich als Status- bzw. Rangsymbole verwendet.

### Südlicher bzw. geflügelter Typ

#### Ostkamerun: Gbaya

Das Gebiet umfasst den Osten Kameruns, den Westen der Zentralafrikanischen Republik, sowie den Norden Gabuns und der Republik Kongo.
Die Wurfeisen werden hauptsächlich den Gbaya und verwandten Gruppen zugeschrieben. Bei den za genannten Wurfeisen ist die Nutzung als Wurfwaffe ausgeschlossen, dennoch werden sie zu den Wurfeisen gezählt. Der Gbaya-Typ ist den nördlichen F-Typen ähnlich, jedoch eher eine Mischung aus F- und I-Form. Der mittlere Sporn befindet sich auf der anderen Seite als bei den nördlichen F-Typen.

#### Östliches Einzugsgebiet des Ubangi und Südsudan: Azande und ihr Einflussgebiet
- A
- B
- C
- D
- E

Das Gebiet umfasst das östliche Einzugsgebiet des Ubangi-Flusses (Norden der Demokratischen Republik Kongo und Osten der Zentralafrikanischen Republik) sowie den Südsudan. Während Spring das Gebiet als Ganzes behandelt, unterteilen es Westerdijk und Felix in drei sich überlappende Gebiete.
In diesem Gebiet finden sich die typischen Z-(Abbildungen A–D) und Y-Formen (Abbildung E). Diese werden den Azande und anderen Völkern in ihrem Einflussgebiet, darunter Ngbandi, Nzakara oder Banda (als onto oder ondo) zugeschrieben. Das Z-förmige kipinga bzw. kpinga der Azande gilt als das bekannteste und am besten untersuchte Wurfeisen des Ubangi-Gebietes. Bei den Azande gilt die Verwendung des Wurfeisens z. B. durch Feldstudien von Edward E. Evans-Pritchard als erwiesen. Die Krieger verwendeten diskusähnliche Aufhängungen in ihren Schilden, um die Wurfeisen zu befestigen und im Kampf griffbereit zu haben.

#### Westliches Einzugsgebiet des Ubangi

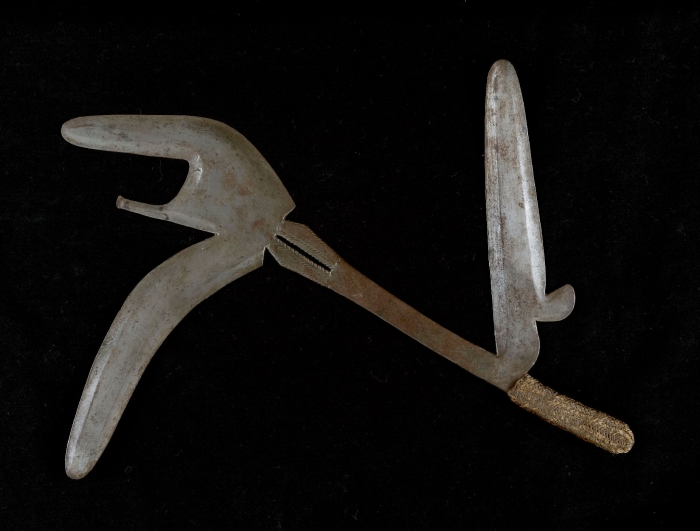
A
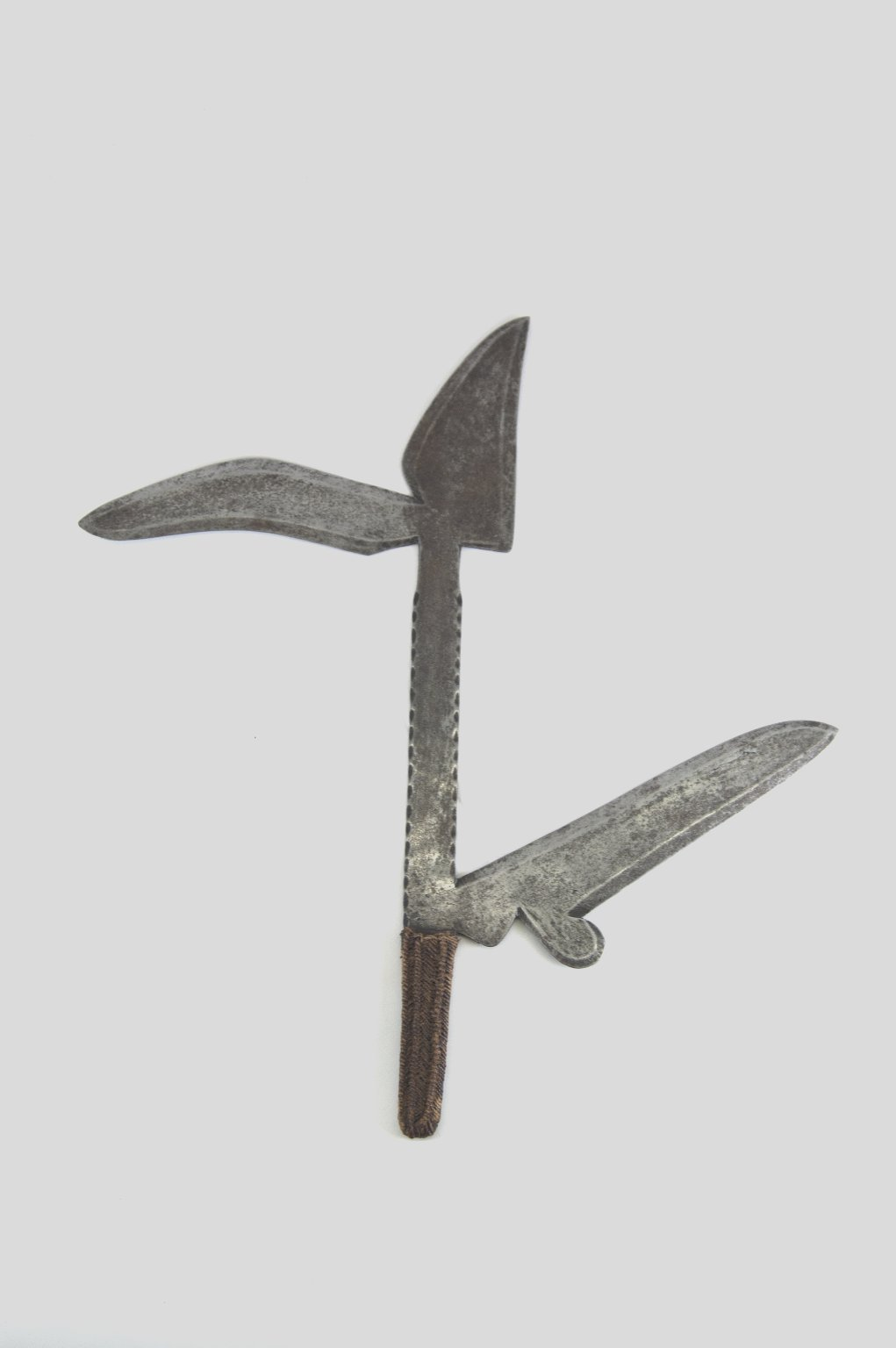
B
C
D
E
- F
- G

Das Gebiet umfasst das östliche Einzugsgebiet des Ubangi-Flusses (Norden der Demokratischen Republik Kongo und Westen der Zentralafrikanischen Republik) sowie den Südsudan. Während Spring das Gebiet generell als südliche Wurfeisen behandelt, unterteilen es Westerdijk und Felix in drei weitere, sich überlappende Gebiete.
Die Wurfeisen werden in dem Gebiet unter anderem den Ngbaka (als za), Yangere, Manza, Mbaka, Ngombe und Mbugbu zugeschrieben.
In diesem Gebiet finden sich die typischen Kreuz- bzw. E-(Abbildungen D, E) sowie auch Y- (Abbildung G) und viele weitere Mischformen. In dem Gebiet besteht ein Mangel an Erkenntnissen, sowohl über die genaue Stammeszuordnung als auch über die jeweilige Funktion und Bedeutung der Wurfeisen. Bei den Mbaka ist das Wurfeisen auch als Kultgegenstand, der gegen Zauber wirken soll, bekannt. Ansonsten nimmt Stone an, dass Funktion und Bedeutung ähnlich dem Zande-Einflussgebiet sind.

#### Südkamerun, Gabun und die Republik Kongo

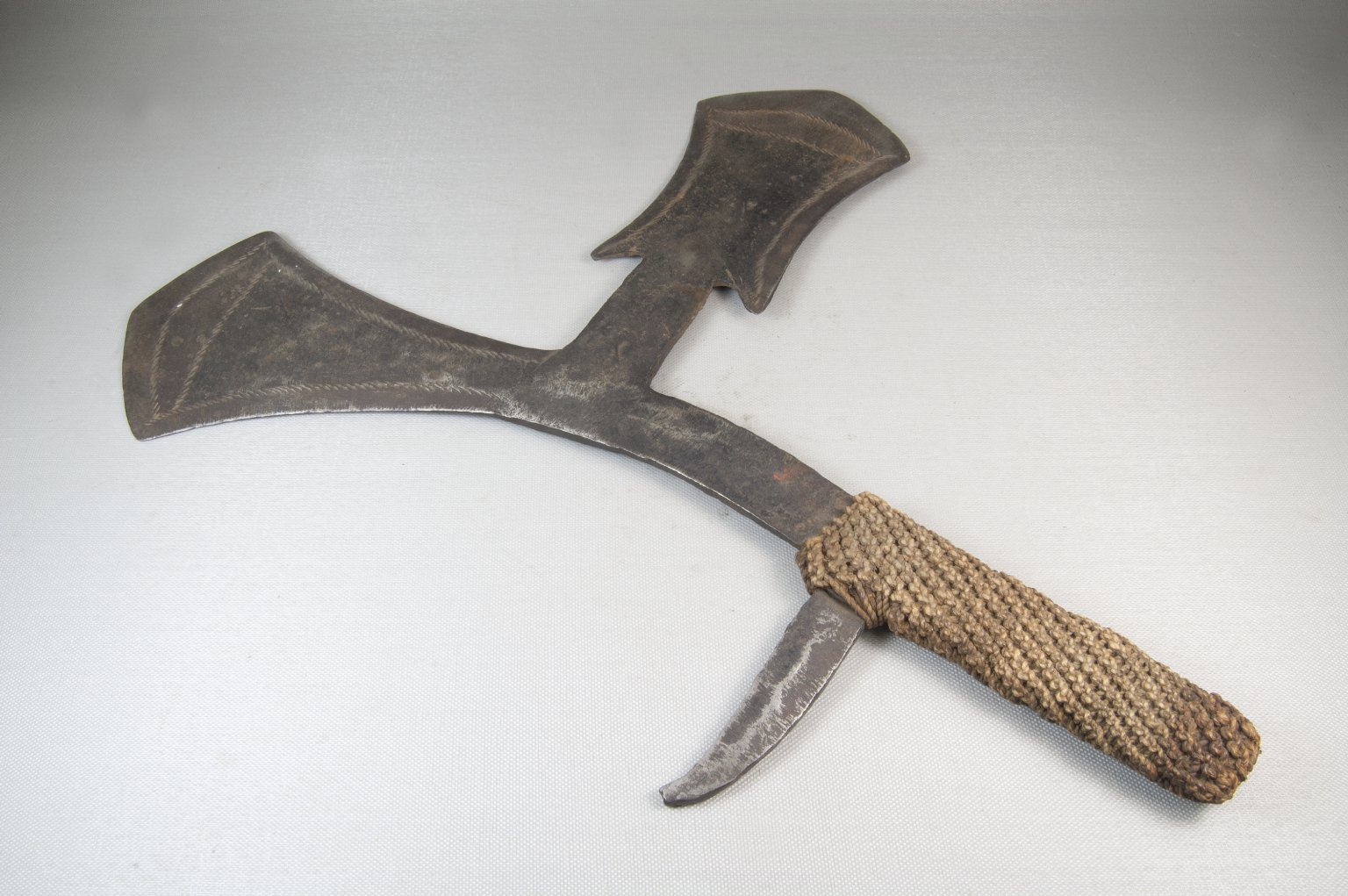
A
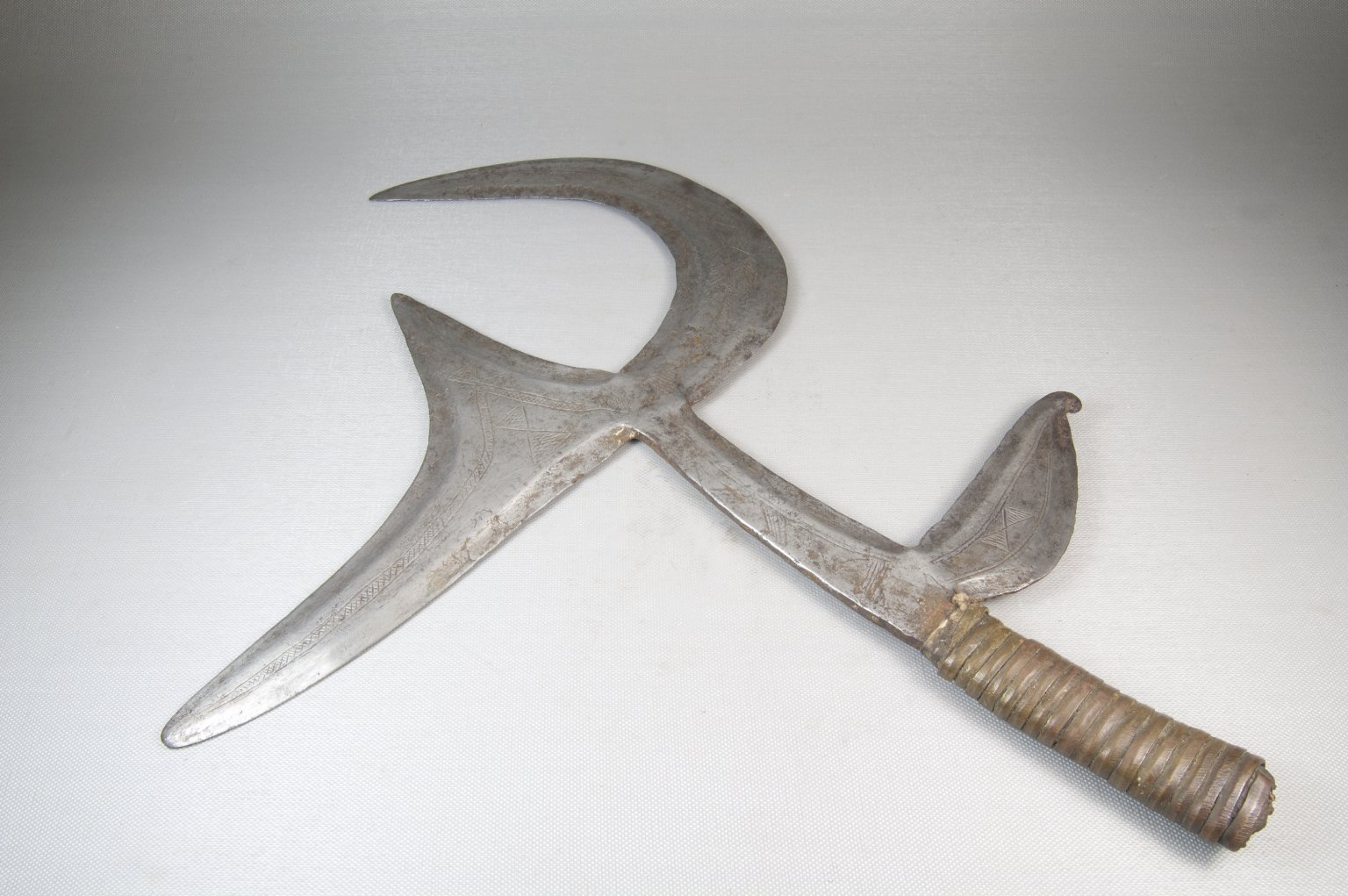
B
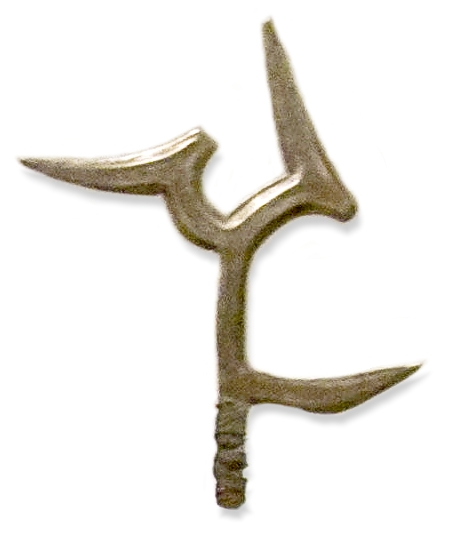
C
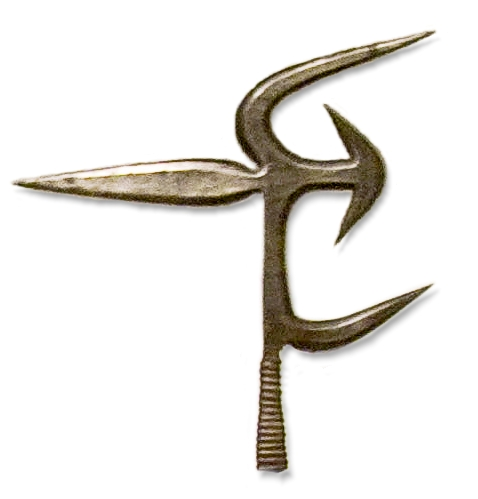
D
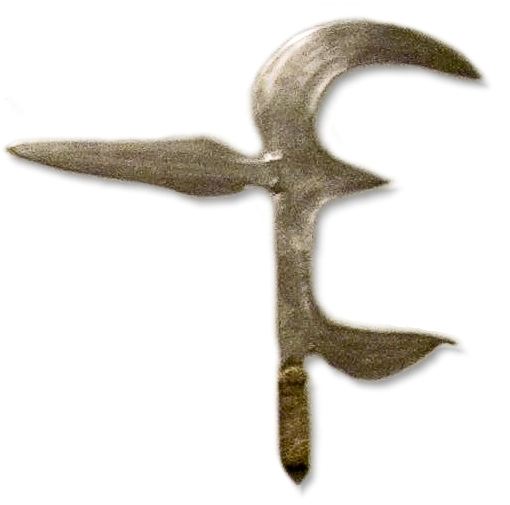
E
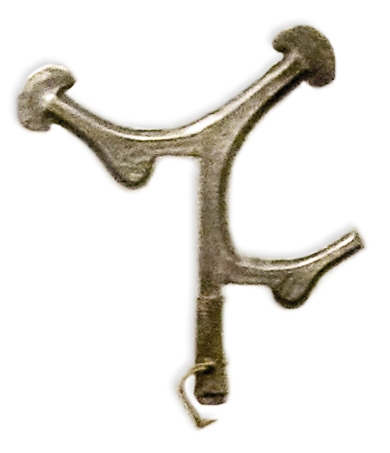
F
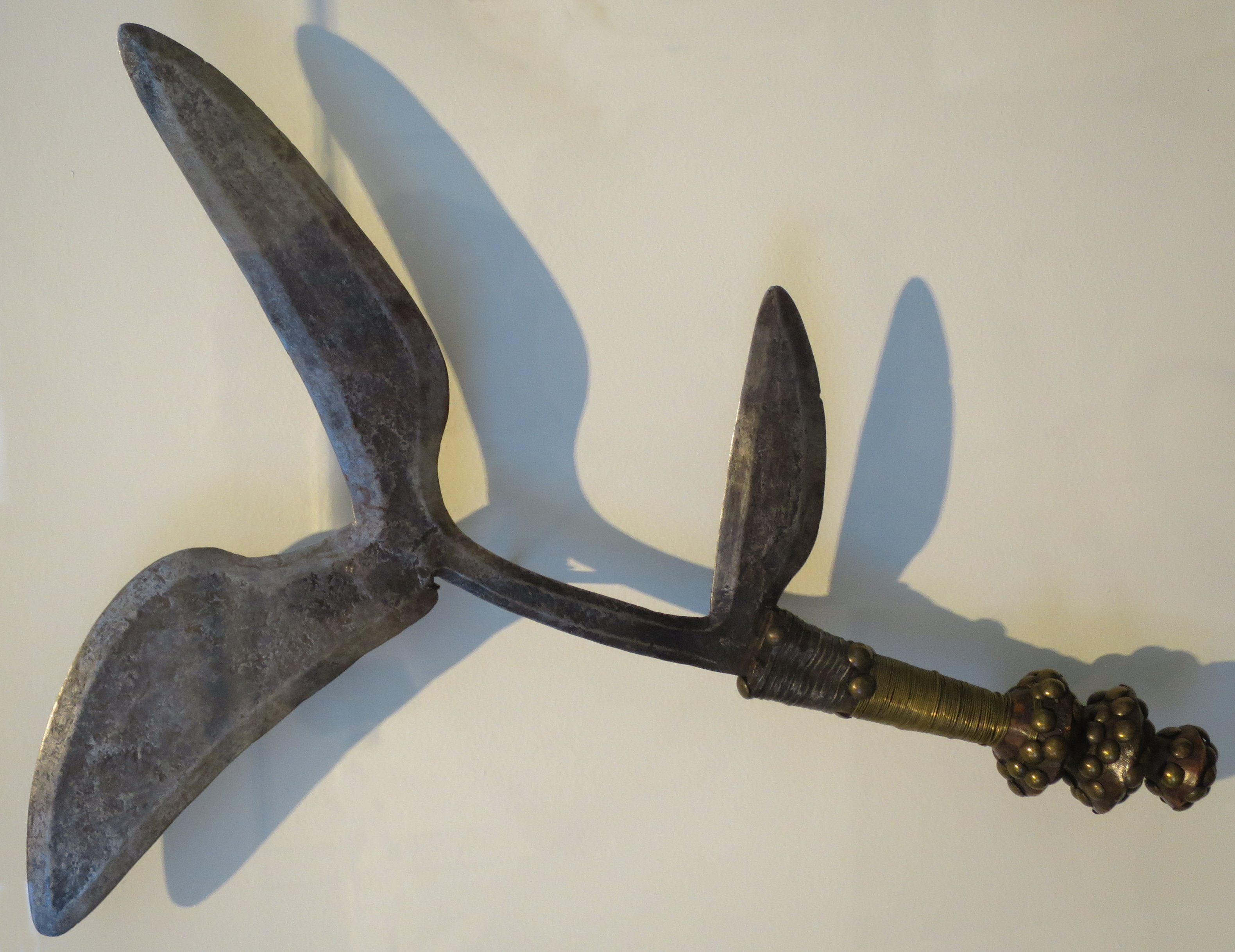
G

A
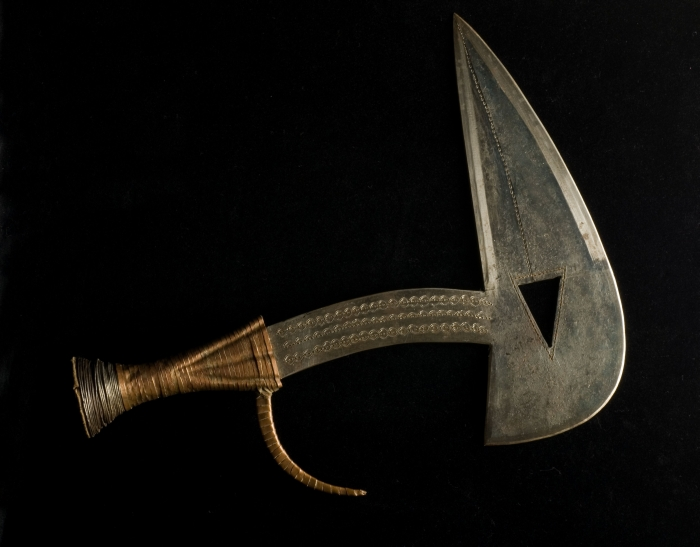
B
C

Das Gebiet umfasst den Süden von Kamerun, Gabun und die Republik Kongo.
Südlich des Gbaya-Stiles werden Wurfeisen mit ausladenden, blattförmige Klingenoberteilen gefunden (Abbildung A). Diese werden den Njem und den Kwele zugeschrieben.
Weiter südlich wandelt sich die Klingenoberseite zu einem stilisierten Vogelkopf (Abbildung B), weswegen die Wurfeisen auch als Vogelkopfmesser bezeichnet werden. Diese Wurfeisen werden hauptsächlich den Kota (als musele) und Fang (als onzil) aus Gabun zugeschrieben. Meistens gibt es ein dreieckiges Loch im Mittelteil, welches das Vogelauge darstellen soll. Die meisten Exemplare bestehen aus Eisen, es gibt aber auch einige aus Kupfer. Zu manchen Messern gehören rechteckige Scheiden aus Holz oder Messingblech. Einige Exemplare zeigen keinen Vogelkopf, sondern einen stilisierten Fisch (Abbildung C). Die Messer wurden als Status- und Ritualobjekt verwendet.

## Mediale Rezeption
Wurfeisen werden zuweilen als exotisches Stilelement in den Medien verwendet, so in der Fantasy-Fernsehserie Buffy – Im Bann der Dämonen und in dem Abenteuerfilm Die Mumie kehrt zurück.